# Nemeritis tunetana
Nemeritis tunetana är en stekelart som beskrevs av Horstmann 1980. Nemeritis tunetana ingår i släktet Nemeritis och familjen brokparasitsteklar. Inga underarter finns listade i Catalogue of Life.